# Académie nationale de médecine
De Académie nationale de médecine, opgericht in 1820, is een Franse academie die zich richt op medische wetenschappen en de bevordering van medische kennis. 
Het is een instelling die vergelijkbaar is met andere academies, zoals de Académie française en de Académie des sciences. De leden van de Académie nationale de médecine zijn vooraanstaande medische professionals en wetenschappers die worden verkozen op basis van hun verdiensten en bijdragen aan het vakgebied. De academie speelt een belangrijke rol bij het adviseren van de Franse regering en het bevorderen van medisch onderzoek en onderwijs.
- Bibsys: 90237931
- Biblioteca Nacional de España: XX148963
- Bibliothèque nationale de France: cb118621371 (data)
- Catàleg d'autoritats de noms i títols de Catalunya: 981058521780606706
- CiNii: DA07699579
- Gemeinsame Normdatei: 38459-8
- International Standard Name Identifier: 0000 0001 2179 3685
- Library of Congress Control Number: n50052673
- Nationale Bibliotheek van Tsjechië: xx0053168
- Réseau des bibliothèques de Suisse occidentale: 02-A000003283
- Système universitaire de documentation: 026357879
- Union List of Artist Names: 500310045
- Virtual International Authority File: 146549447